# Bronisław Bojarski de Bojary Czarnota

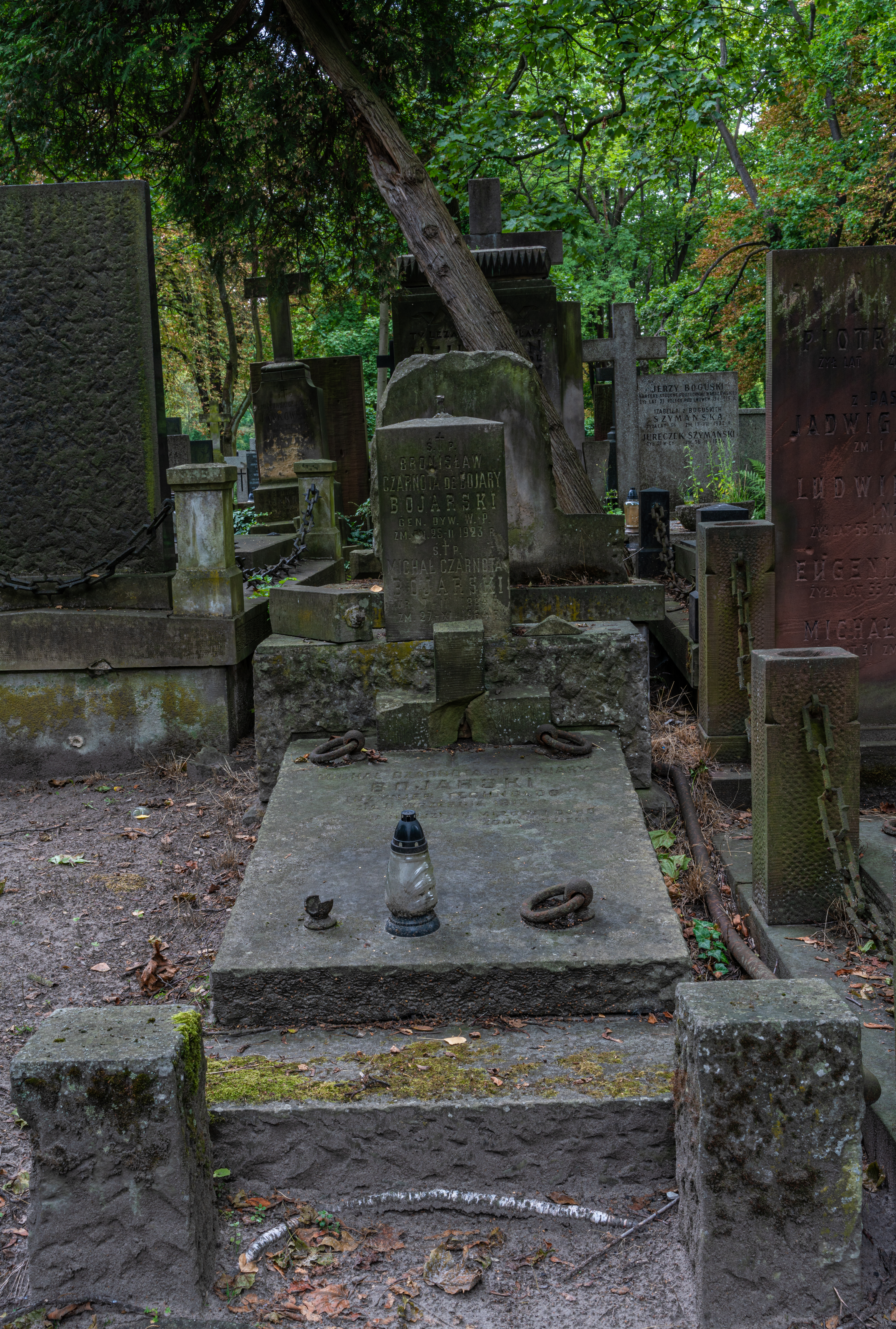
Grób Bronisława Bojarskiego de Bojary Czarnoty na cmentarzu Powązkowskim

Bronisław Czarnota de Bojary Bojarski (ur. 6 października 1853 w Warszawie, zm. 25 lutego 1923 tamże) – generał dywizji Wojska Polskiego.

## Życiorys
Pochodził z rodziny szlacheckiej pieczętującej się herbem Sas, syn Ludwika i Idy z de Whit'hów. Ukończył Nikołajewską Szkołę Kawalerii w Petersburgu. Od 1876 pełnił służbę w 13 Włodzimierskim Pułku Ułanów Jego Imperatorskiej Wysokości Wielkiego Księcia Michała, awansując od korneta do podpułkownika (1895). Dowodził w tym pułku 5, a następnie 1 szwadronem. 4 kwietnia 1900 objął dowództwo Krymskiego Dywizjonu, pododdziału kwalerii stacjonującego w Symferopolu, w którym służyli Tatarzy krymscy. 22 marca 1901 został dowódcą 9 Jelizawietgradzkiego Pułku Dragonów. W 1907 awansowany został na generała majora ze starszeństwem z 16 stycznia 1917 i mianowany dowódcą 1 brygady 8 Dywizji Kawalerii. Dowództwo 1 brygady, w skład której wchodziły dwa pułki kawalerii (dragonów i ułanów), stacjonowało w Tyraspolu, w ówczesnej guberni besarabskiej. 24 sierpnia tego roku przeniesiony został w tej samej dywizji na stanowisko dowódcy 2 brygady. Jej dowództwo mieściło się w Odessie, a w skład wchodził tylko jeden pułk huzarów. 9 października 1912 przeniesiony został w stan spoczynku, w stopniu generała lejtnanta, z prawem noszenia munduru i pensją. 27 sierpnia 1913 został reaktywowany i przydzielony do Ministerstwa Imperatorskiego Dworu. Po 10 lipca 1916 ponownie przeniesiony w stan spoczynku. Od 1917 do maja 1918 walczył w I Korpusie Polskim w Rosji.
3 grudnia 1918 został formalnie przyjęty do Wojska Polskiego w stopniu generała porucznika i przydzielony do Rezerwy Personalnej. 28 maja 1919 został przewodniczącym Komisji Odbioru Materiałów Armii Polskiej we Francji, a następnie przewodniczącym Komisji Likwidacyjnej Armii Polskiej we Francji. Z dniem 1 kwietnia 1921 przeniesiony został w stan spoczynku, w stopniu generała porucznika. Zmarł 25 lutego 1923 w Warszawie po długotrwałej chorobie. 28 lutego 1923 roku został pochowany w grobowcu rodzinnym na cmentarzu Powązkowskim w Warszawie  (kwatera 95-1-22).

## Ordery i odznaczenia
- Wielka Wstęga Orderu „Korony Rumunii”[8]
- Krzyż Wielki Orderu Korony Włoch[8]
- Order Medżydów II klasy[8]
- Legia Honorowa[8]
- Order św. Anny II klasy – 1899
- Order św. Włodzimierza III klasy – 1906
- Order św. Stanisława (Rosja) I klasy – 1910